# 대비 (그림)

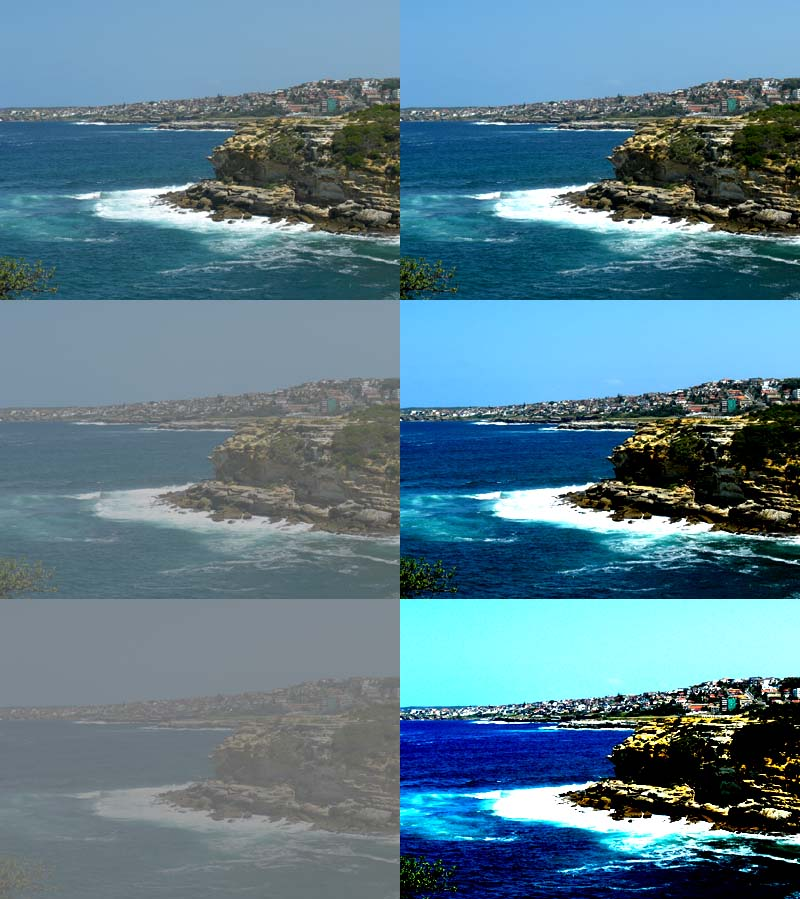
사진 속 대비의 양이 변화한 모습

대비(對比) 또는 콘트라스트(contrast)는 물체를 다른 물체와 배경과 구별할 수 있게 만들어 주는 시각적인 특성의 차이를 말한다. 실생활의 시각에서 대비는 같은 시야 속에서 한 물체와 다른 물체의 색과 밝기의 차이로 결정된다. 인간의 시각 체계는 절대 휘도보다 대비에 더 민감하므로 장소나 낮의 빛 세기의 큰 변화에 관계 없이 세상을 비슷하게 지각할 수 있다.
대비의 기준은 다음과 같은 공식을 이용하여 계산한다.
{\displaystyle {L_{max}-L_{min} \over L_{max}+L_{min}},}
여기서 {\displaystyle L_{max}}는 최대 휘도를 말하며 {\displaystyle L_{min}}는 최소 휘도 값을 말한다.

## 같이 보기
- 명암비: 명암대비 또는 대비비라고도 부른다.